# Usynligt handicap
Et usynligt handicap er en funktionsnedsættelse, som ikke altid er umiddelbart synligt for andre mennesker. Der findes et antal forskellige sygdomme, som kan give et handicap, både fysisk og psykisk, som vi ikke kan se. Det adskiller sig fra kroniske sygdomme, som ikke behøver at indebære funktionsnedsættelse.
Eksempler på skjulte handicaps er lungesygdomme som astma og KOL, eller sygdomme som nyresvigt og diabetes, såfremt det påvirker dagligdagen. Det kan også være psykiske handicaps som ADHD, autisme, angst eller ordblindhed. Man kan gøre opmærksom på, at man har et usynligt handicap ved at bære solsikkesnoren.